# حارة الطيبين (فلم)
حارة الطيبين هو فيلم دراما مصري من إخراج عدلي خليل وبطولة مجدي وهبة، هالة فؤاد، محمود الجندي، نبيل بدر وفكري صادق. صدر الفيلم في 30 أكتوبر 1987.

## نبذه
في حارة الطيبين يقوم الجزار الجشع بجعل محل الجزارة ستارًا يمارس من خلاله تجارة المخدرات، يقع في حب فتاة جميلة طيبة، لكنها تحب سائق تاكسي فيشعر الجزار بالغيرة، ويقوم بوضع مخدرات في التاكسي حتى يتم القبض عليه، فتحاول الفتاة بمساعدة أهل الحارة عمل خطة لإثبات براءة حبيبها، والقبض على الجزار الجشع.

## طاقم العمل
- مجدي وهبة بدور المعلم خميس
- هالة فؤاد بدور سامية
- محمود الجندي بدور عطوة عبد الرحيم
- نبيل بدر بدور قوطه
- فاروق يوسف بدور شحاتة
- فكري صادق بدور أحمد

## وصلات خارجية
- مقالات تستعمل روابط فنية بلا صلة مع ويكي بيانات